# Ocotlán, Ayutla de los Libres
Ocotlán är en ort i Mexiko.   Den ligger i kommunen Ayutla de los Libres och delstaten Guerrero, i den södra delen av landet, 270 km söder om huvudstaden Mexico City. Ocotlán ligger 950 meter över havet och antalet invånare är 301.
Terrängen runt Ocotlán är lite bergig, och sluttar västerut. Runt Ocotlán är det ganska tätbefolkat, med 58 invånare per kvadratkilometer. Närmaste större samhälle är Ayutla de los Libres, 12,6 km väster om Ocotlán. I omgivningarna runt Ocotlán växer huvudsakligen savannskog.